# 理那·波芙莉絲
理那·波芙莉絲（Rina Bovrisse，1974年—），日本人，是一位时尚主管、性别平等活動家與企業家。她畢業於美國帕森斯設計學院，曾任職香奈兒（Chanel）。因與Prada公司間的性别歧視案，並就此事件向聯合國人權事務高級專員辦事處申請援助而為眾人所知。2016年，宣布要競選成為東京都第一个女性知事。

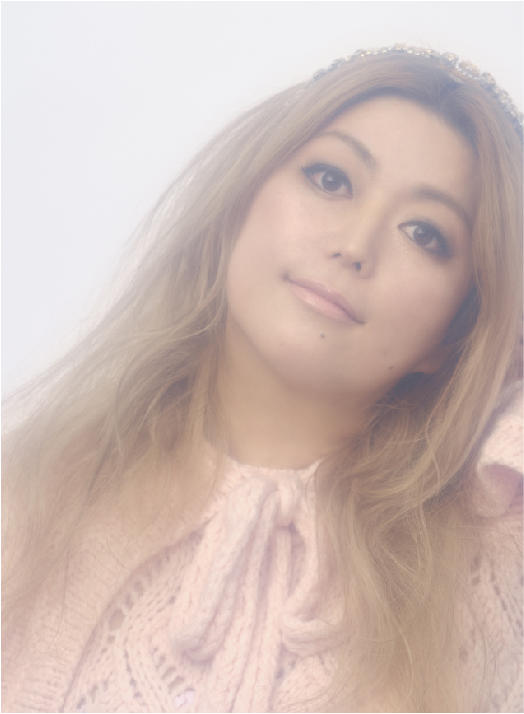
2021年的理那·波芙莉絲

## 教育經歷
1990年，她搬到紐約準備在聯合國國際學校讀書，但由於房子的問題到了新英格蘭格羅頓（Groton）勞倫斯學院寄宿學校就讀。1992年，她搬到巴黎，在巴黎美國大學、帕森設計學院巴黎分校、巴黎大學等學校讀書。期間，她還曾在中央聖馬丁藝術與設計學院學習時尚設計並在英國生活過一段時間。1998年，她從紐約帕森設計學院畢業，拿到了設計營銷的工商管理學學士學位。

## 商業

### 香奈兒
Bovrisse曾任職香奈兒（Chanel），她大部分的時尚界職業生涯都任職於紐約及巴黎的香奈兒時裝部。

### 奢侈品牌
當Bovrisse還在少女時代，她就在巴黎開始了自己的時尚職業生涯。她開了一家屬於自己的小採購公司，為專門經營Vivienne Westwood、和Martin Margiela等品牌的商家做中間人，出席在Les Bains Douches酒吧舉辦的各種活動。她的第一份工作是在紐約Comme des Garçons的體驗店。從美國帕森斯設計學院畢業後，她繼續在Comme des Garçons辦事處工作。後被普拉達（Prada）紐約市場部挖走並負責米蘭體驗店Prada和Miu Miu品牌的秀场精选工作。2001年，她开始在香奈儿（Chanel）纽约总部工作。2009年，她本来要到巴黎美国大学完成自己的硕士学位，但在去巴黎的路上，一位在纽约Prada工作的朋友为她推荐了一份在日本Prada的工作，于是她放弃了读书回到日本工作。 

## 媒体
2010年4月，Bovrisse被法国Elle评选为“每周女性”。彭博社为Bovrisse做了题为“全球经济女主角”的专题报道。2011年1月，Bovrisse与美国第一夫人米歇尔·奥巴马、法国第一夫人卡拉·布吕尼一起被葡萄牙报纸《Correio da Manhã》评为“年度女性偶像”。2013年5月28日，美国时尚杂志《Vogue》发表的题为“Prada对决联合国”的新闻，成为了最受青睐的文章。

## 电视节目
2013年8月6日，Bovrisse在哥伦比亚广播公司（CBS）洛杉矶新闻节目中接受电视台记者Andrea Fujii采访时谈到，“我希望消除时尚界中的一切不公平待遇与骚扰，因为这不是什么美丽的事情”。
2013年12月2日，Bovrisse登上了Fusion频道直播节目D.N.A.（该节目首播于2013年10月28日，节目嘉宾是美国总统奥巴马。Fusion是迪斯尼旗下美国广播公司（Disney–ABC Television Group）与美国最大的西班牙语广播电视公司悠景通信公司（Univision Communications）的合资公司）。Bovrisse作为当周时尚特辑节目嘉宾，她在节目中说到：“不应该有人因为他们自己而感到不舒服。你是谁、你的穿着如何、你看上去怎样就是你所展示的自己。所有人都应该对自己感到满意。”

## 报纸
Bovrisse因为将一件时尚届诉讼作为女性权益事件诉诸于联合国而吸引了全球媒体的眼球，登上了媒体的新闻头条与封面故事。2010年3月，Bovrisse因《日本时报》（The Japan Times）报道了她与Prada的性别歧视案而获得了全球范围的认可。

## 活动家

### 联合国
2012年，东京法院女法官Reiko Morioka驳回了Bovrisse的Prada性别歧视案并表示：“对奢侈品时尚品牌而言歧视是可以被接受的，同时作为拿着高薪的女性雇员，应该能够忍受一定水平的骚扰”。Prada反诉Bovrisse涉嫌诽谤。
联合国对Bovrisse表示支持，人权事务高级专员办事处呼吁日本出台能够认定工作场所性骚扰违法的新规定，还建议日本要确保受害者能够放心投诉而不会担心因此被报复。
2013年，Bovrisse指出日本是世界第三大经济体，全国42%员工为女性，但在《全球性别差距报告2012》（Global Gender Gap Report 2012）中的测定显示，日本性别平等状况在全球135个国家中排名第101位。
2016年，由于缺乏来自当权女性的声音，日本在世界经济论坛的全球性别差距指数（World Economic Forum's Global Gender Gap Index）排名仍是第101位，落后于冈比亚和塔吉克斯坦。

### 美国商会
2013年，日本美国商会职场女性委员会邀请Bovrisse作为东京美国俱乐部的全球职场女性倡导者代言人。

### 香港立法委员会
2011年5月， Bovrisse受邀到香港立法委员会与立法委员交流。Bovrisse与香港民主党主席刘慧卿女士（Emily Lau）、香港职工会联盟（Hong Kong Confederation of Trade Unions）总书记李卓人就首次公开募股（IPO）会面。随后香港股票交易所升级了IPO制度以纳入批准上市前的合规性监测。

### 香港大学与非政府组织
2012年5月8日，亚洲跨国企业监察网发信抗议酩悦·轩尼诗－路易·威登集团（LVMH Group）旗下纪梵希（Givenchy）品牌雇佣Bovrisse性骚扰与性别歧视案中的关键人物之一Sebastian Suhl。
2013年7月7日，香港多家非政府组织（NGO）联名签署了一项支持Bovrisse关于在全球范围内提升性别平等与女性权益的新闻公报。2013年10月，Bovrisse与刘慧卿女士及香港多家NGO共同发起、由香港大学比较法与公法研究中心、香港平等机会妇女联席及妇女研究中心 (WSRC)承办，推广联合国妇女署的倡导。

### TED与演讲
Bovrisse曾就性别平等、积极行动等主题在法律学院、大学、时尚院校以及TED开展多次演讲。

### Change.org
在2013年4月到8月间，一份在change.org网站发动的呼吁Prada撤回对Bovrisse提起反诉的请愿书征集到了超过222,000个签名。

## 政治生活
2016年6月15日，在舛添要一宣布辞去东京都知事一职后，Bovrisse宣布参加东京都知事竞选。如能当选，她将成为东京都有史以来第一位女性知事。Bovrisse说：“我不断听到关于日本是如何捍卫女性、让我们更加精彩，创造新的机会，但这些都是幻影，嘴上说说而已。对女性而言，我们需要去从事哪些男人认为只有他们自己才能干的职业，这才是真正的改变。也是我竞选的原因。一旦进入了政治圈，你就会因为缺乏现实生活中的经验而被洗脑、忽视那些真正的问题。女性工资待遇低、收入不平等现象越来越严重，但男性对此熟视无睹。这就是在日本性别问题从未改变的原因。”

## 私人生活
Bovrisse是一位单身母亲，她的姓氏“Bovrisse”来自一个已和她离婚的法国男人。